# Brodskyella holzschuhi
Brodskyella holzschuhi es una especie de coleóptero de la familia Mordellidae.

## Distribución geográfica
Habita en Nepal.